# Maria Lindberg (textilkonstnär)
Ingrid Maria Lindberg, född Andersson 2 mars 1919 i Lindesberg, död 12 april 1999 i Örebro, var en svensk textilkonstnär och målare. Hon var dotter till fabrikören Gustav Geron Andersson och Emma Asplund samt gift med hälsovårdsinspektören Sune Lindberg. 
Lindberg studerade konst för Eivin Granath i Örebro. Hon tilldelades Örebro läns landstings kulturstipendium 1975. Hennes produktion består av applikationer i naivistiska kompositioner samt trädgårdsbilder, naketstudier, stilleben och realistiska målningar med en dragning åt den surrealistiska stilen. Lindberg arbetade mycket tillsammans med Elsa Ericson. Hon tillhörde konstnärsgruppen Fem Målarinnor.
Lindberg är representerad på Örebro läns museum, Örebro läns landsting, Örebro kommun och i H M Konung Gustaf VI Adolfs samling.